# Little Meadows
Little Meadows és una població dels Estats Units a l'estat de Pennsilvània. Segons el cens del 2000 tenia 290 habitants.

## Demografia
Segons el cens del 2000, Little Meadows tenia 290 habitants, 125 habitatges, i 83 famílies. La densitat de població era de 49,3 habitants/km².
Dels 125 habitatges en un 20,8% hi vivien nens de menys de 18 anys, en un 60% hi vivien parelles casades, en un 4,8% dones solteres, i en un 32,8% no eren unitats familiars. En el 26,4% dels habitatges hi vivien persones soles el 8,8% de les quals corresponia a persones de 65 anys o més que vivien soles. El nombre mitjà de persones vivint en cada habitatge era de 2,32 i el nombre mitjà de persones que vivien en cada família era de 2,85.
Per edats la població es repartia de la següent manera: un 19% tenia menys de 18 anys, un 5,2% entre 18 i 24, un 25,2% entre 25 i 44, un 36,6% de 45 a 60 i un 14,1% 65 anys o més.
L'edat mediana era de 45 anys. Per cada 100 dones de 18 o més anys hi havia 106,1 homes.
La renda mediana per habitatge era de 40.500 $ i la renda mediana per família de 44.821 $. Els homes tenien una renda mediana de 27.125 $ mentre que les dones 19.205 $. La renda per capita de la població era de 18.703 $. Entorn del 9,9% de les famílies i l'11,5% de la població estaven per davall del llindar de pobresa.

## Poblacions més properes
El següent diagrama mostra les poblacions més properes.